# كعكة المانجو
كعكة المَنْجَة أو كعكة شيفون المنجة هي كعكة شيفون بطبقات فلبينية تحوي منجة حلوة ناضجة. يعلوها قشدة المنجة أو شرائح المنجة الطازجة أو المنجة المهروسة في الهُلام. تشمل المكونات الأخرى القشدة والجبن القشدية والشكلاطة، ويغلب أن توضع شرائح المنجة بين الطبقات، وهي أحد أكثر أنواع الكعك شعبية في الفلبين حيث توجد المنجة بكثرة على مدار العام. تشبه هذه الكعكة كعكة قشدة المنجة باستثناء أن كعكة المنجة تستخدم طبقات من كعكة الشيفون وليس طبقات بسكويت broas أو Graham crackers. يمكن في بعض الأحيان الجمع بين وصفاتهما. 